# EH Близнецов
EH Близнецов (лат. EH Geminorum) — одиночная переменная звезда в созвездии Близнецов на расстоянии (вычисленном из значения параллакса) приблизительно 6 893 световых лет (около 2 113 парсек) от Солнца. Видимая звёздная величина звезды — от +16,7m до +12,3m.

## Характеристики
EH Близнецов — красная пульсирующая переменная звезда, мирида (M) спектрального класса M. Эффективная температура — около 3298 К.